# Dihing
Der Dihing (auch Burhi Dihing) ist ein linker Nebenfluss des Brahmaputra in den indischen Bundesstaaten Arunachal Pradesh und Assam.
Der Dihing entspringt im Patkai-Gebirge unweit der Grenze zu Myanmar. Von dort fließt er in nordöstlicher Richtung durch den Distrikt Changlang. Bei Jairampur wendet er sich nach Norden und erreicht das Tiefland von Assam. Er nimmt den Namphuk von rechts auf. In Assam wendet sich der Dihing nach Südwesten. Der Tirap mündet linksseitig in den Fluss. 11 km flussabwärts passiert der Dihing die Stadt Margherita. Der Dihing schlängelt sich anschließend in westlicher Richtung durch das Tiefland und erreicht schließlich 36 km südwestlich von Dibrugarh das Südufer des Brahmaputra.
Der Dihing hat eine Länge von 362 km. Sein Einzugsgebiet umfasst 8473 km².